# Haverhill (Suffolk)
Haverhill é uma cidade e paróquia civil do distrito de St Edmundsbury, no Condado de Suffolk, na Inglaterra. Sua população é de 27.414 habitantes (2015). Haverhill foi registrada no Domesday Book de 1086 como Hauerha/Hauerhella/Hauerhol.